# Anthophila threnodes
Anthophila threnodes là một loài bướm đêm thuộc họ Choreutidae. Loài này có ở Madeira.